# Fractievergadering

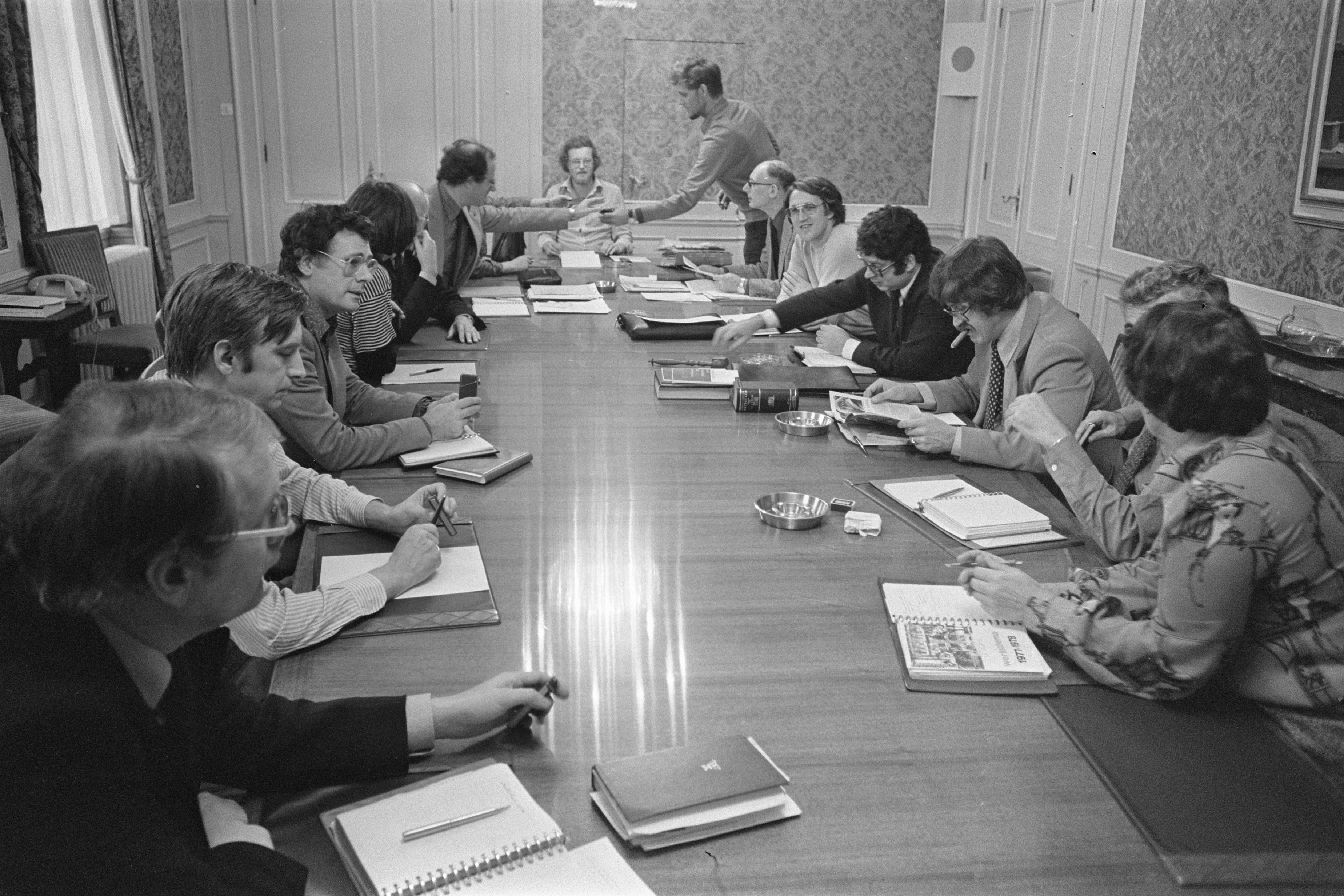
Een fractievergadering van de PvdA

Een fractievergadering is een (besloten) vergadering van leden van een politieke fractie.
In fractievergaderingen worden voorstellen besproken, taken verdeeld en standpunten afgestemd. Tijdens deze vergaderingen wordt de strategie bepaald voor het debat en de besluitvorming in het parlement, provinciale staten, waterschap of gemeenteraad. Ook dienen fractievergaderingen als moment om interne discussies te voeren, meningen te delen, en nieuwe ideeën of initiatieven te presenteren. Vaak worden ook burgers en of een belangenorganisatie uitgenodigd om specifieke onderwerpen toe te lichten. Bij gemeenteraadsfracties kan het voorkomen dat het lokale partijbestuur aan de fractievergadering deelneemt

## Structuur
De structuur van een fractievergadering kan variëren afhankelijk van de grootte van de fractie. In grotere fracties in de Tweede Kamer vindt overigens veel voorwerk plaats in kleinere fractiecommissies, waarin specialisten op deelterreinen bijvoorbeeld wetsvoorstellen, nota's en notities bespreken. Grote fracties hebben vaak een bestuur, bestaande uit fractievoorzitter, vicefractievoorzitter(s), secretaris en (soms) bestuursleden. Waar de fractie in zetelt (een waterschapsfractie hoeft minder vaak bij elkaar te komen dan een eerste- of tweede kamerfractie) en de agenda, maar doorgaans volgt een fractievergadering een redelijk vaste opbouw. In beide Kamers zijn als regel op dinsdagochtend reguliere fractievergaderingen. In de Tweede Kamer vinden die soms ook op andere momenten plaats.
- De vergadering wordt geopend door de fractievoorzitter of een door hem/haar aangewezen voorzitter. Bij confessionele fracties wordt de vergadering geopend met het ambtsgebed.
- Er wordt een agenda gepresenteerd en goedgekeurd door de aanwezigen.
- Er wordt een kort overzicht gegeven van de doelen en het doel van de vergadering.
- Fractieleden kunnen belangrijke mededelingen doen, zoals updates van externe vergaderingen, politieke gebeurtenissen, of interne kwesties. Dit kan ook een moment zijn om wijzigingen in de planning of de agenda aan te geven.
- Proactieve bespreking van voorgestelde wetten, amendementen, moties of beleidsvoorstellen. Fractieleden geven hun mening en stellen vragen over de inhoud, mogelijke gevolgen en de standpunten van de fractie.
  - Er kunnen gastsprekers of experts worden uitgenodigd om aanvullende informatie te geven.
- De fractie bespreekt de politieke strategie en de gezamenlijke standpunten die gepresenteerd zullen worden tijdens debatten, stemrondes of andere publieke evenementen. Er wordt besproken hoe de fractie zich het beste kan positioneren om haar doelen te bereiken.
- Taken worden verdeeld onder de fractieleden, bijvoorbeeld wie verantwoordelijk is voor het opstellen van een speech, het verzamelen van informatie of het voorbereiden van een schriftelijke bijdrage. Fractieleden worden aangemoedigd om samen te werken aan bepaalde onderwerpen of om een specifieke rol te nemen in aankomende bijeenkomsten.
- Fractieleden hebben de mogelijkheid om opmerkingen te maken of vragen te stellen die niet op de agenda stonden.
- De vergadering wordt afgesloten door de fractievoorzitter, waarbij de belangrijkste besluiten en actiepunten worden samengevat.
- De datum voor de volgende vergadering wordt vastgesteld en er wordt een moment aangegeven voor informele gesprekken na afloop.